# 国史編修院
国史編修院（こくしへんしゅういん）とは、昭和前期に文部省によって設置された正史（国家史）の編纂組織。

## 概要
明治政府による正史編纂事業の挫折後、文部省ではそれに代わる『大日本史料』編纂作業に重きが置かれていたが、1930年代に発生した国体明徴運動の影響を受けて、文部省教学局では国家主義思想振興のために通史形式の正史編纂の動きが強まっていた。第二次世界大戦の勃発によって実施は延期されたが、1944年12月になってようやく準備組織である国史編修調査会が設置され、実務を行う国史編修官の人選が進められた。そのような中、日本の終戦（無条件降伏）が発表され、文部省の編纂意図も「国体護持」へと変化してゆくことになった。
1945年8月16日に勅令が発せられ、1945年8月17日に品川区上大崎の旧国民精神文化研究所の建物を庁舎として国史編纂院が発足した。院長には山田孝雄・国史編修官には丸山二郎・下村冨士男・時野谷勝らが任ぜられ、坂本太郎ら史料編纂所の所員も現職と兼任という形で任ぜられた。しかし、GHQに国体護持の編集意図が察せられると、山田院長は辞任に追い込まれ（後に公職追放）、国史編纂院も翌1946年3月には廃止されることになった。